# Tegostoma moeschleri
Tegostoma moeschleri is een vlinder uit de familie van de grasmotten (Crambidae). De wetenschappelijke naam van de soort is, als Thalpochares moeschleri, voor het eerst geldig gepubliceerd in 1862 door Christoph.
De soort komt voor in Europa.